# Сиквеланн, Аннетта
Аннетте Сиквеланн (норв. Annette Sikveland; 25 апреля 1972, Ставангер) — бывшая норвежская биатлонистка, бронзовый призёр Олимпийских игр 1998 года в эстафете, двукратная чемпионка мира, многократный призёр чемпионатов мира. Проживает в городе Шмалькальден федеральной земли Тюрингия Германии.